# The Mercy
The Mercy (bra: Somente o Mar Sabe) é um filme de 2017 dirigido por James Marsh. É baseado na história verídica da tentativa desastrosa do marinheiro amador Donald Crowhurst de completar a Corrida do Globo de Ouro do Sunday Times em 1968 e suas tentativas subsequentes de encobrir seu fracasso.

## Elenco
- Colin Firth - Donald Crowhurst
- Rachel Weisz - Clare Crowhurst
- David Thewlis - Rodney Hallworth
- Ken Stott - Stanley Best
- Jonathan Bailey - Wheeler
- Adrian Schiller - Elliot
- Oliver Maltman - Denis Herbstein
- Mark Gatiss - Ronald Hall
- Simon McBurney - Sir Francis Chichester
- Kit Connor - James Crowhurst
- Eleanor Stagg - Rachel Crowhurst
- Andrew Buchan - Ian Milburn
- Geoff Bladon - Arthur Bladon

## Recepção
No agregador de críticas dos Estados Unidos, o Rotten Tomatoes, na pontuação onde a equipe do site categoriza as opiniões da  grande mídia e da mídia independente apenas como positivas ou negativas, o filme tem um índice de aprovação de 74% calculado com base em 81 comentários dos críticos. Por comparação, com as mesmas opiniões sendo calculadas usando uma média aritmética ponderada, a nota alcançada é 6.24/10 que é seguida do consenso: "The Mercy navega na performance central em camadas de Colin Firth, que adiciona profundidade e nuance necessárias que a história às vezes não tem".
Em outro agregador de críticas também dos Estados Unidos, o Metacritic, que calcula as notas usando somente uma média aritmética ponderada de críticos que escrevem em maioria apenas para a grande mídia, o filme tem 19 avaliações da imprensa anexadas no site e uma pontuação de 60 entre 100, com a indicação de "revisões mistas ou neutras".